# Zwisselkopf
Der Zwisselkopf, auch Zwißelkopf geschrieben, ist eine 587,3 m ü. NHN hohe Erhebung im Nationalpark Harz westlich von Ilsenburg im Landkreis Harz in Sachsen-Anhalt.
An seiner Westflanke befindet sich das tief eingeschnittene Eckertal mit der Ecker, im Osten verläuft das Suental mit dem Suenbeek, in Gipfelnähe befindet sich am ehemaligen Kolonnenweg eine Schutzhütte, ca. 500 m südlich des Gipfels befindet sich der Rastplatz Würtemberger Bank.